# راؤول غوتيريز
راؤول غوتيريز (بالإسبانية: Raúl Erasto Gutiérrez)‏ (16 أكتوبر 1966 بمدينة مكسيكو في المكسيك - ) هو مدرب كرة قدم ولاعب كرة قدم مكسيكي في مركز الدفاع، شارك في كأس العالم 1994. وشارك مع منتخب المكسيك لكرة القدم. أما مع النوادي، فقد لعب مع أتلانتي إف سي وكلوب ليون ونادي أمريكا.

## مسيرته الكروية
لعب راؤول غوتيريز خلال مسيرته الاحترافية مع 3 أندية في خمسة عشر موسمًا وسجل خلالها 7 أهداف ضمن 277 مباراة. ولم يفز بأي موسم بالكأس وفاز في موسمين بالدوري.
خاض راؤول غوتيريز مسيرته مع نادي أتلانتي إف سي في موسم 1989–90 ليلعب معه ستة مواسم، مشاركًا في 105 مباراة سجل خلالها 6 أهداف. ثم انتقل إلى نادي أمريكا في موسم 1994–95 ليلعب معه ثمانية مواسم، حيث شارك في 158 مباراة ولم يسجل أي هدف. لينتقل بعدها إلى نادي كلوب ليون في موسم 2001–02 لمدة موسم واحد، مشاركًا في 14 مباراة سجل خلالها هدفًا واحدًا.

## وصلات خارجية
- راؤول غوتيريز على موقع الاتحاد الدولي (مؤرشف)  (الإنجليزية)
- راؤول غوتيريز على موقع قاعدة بيانات كرة القدم.إي يو (الإنجليزية)
- راؤول غوتيريز على موقع ناشيونال فوتبول تيمز (الإنجليزية)
- راؤول غوتيريز على موقع Soccerway.com (الإنجليزية)
- راؤول غوتيريز على موقع أوليمبيديا (الإنجليزية)